# ضریب تعیین

رگرسیون کمترین مربعات معمولی از قانون اوکان. از آنجا که خط رگرسیون، انحراف زیادی از نقاط ندارد، مربوط به رگرسیون نسبتاً بالا است.

مقایسه برآوردگر تیل-سن (سیاه) و رگرسیون خطی ساده (آبی) برای مجموعه‌ای از نقاط به همراه نقاط پرت. به دلیل داده‌های پرت زیاد، هیچ‌کدام از خطوط رگرسیون با داده‌ها به خوبی برازش ندارد، چرا که هیچ‌کدام از این برازش‌ها، ‌های خیلی بالایی را ارائه نمی‌کنند.

در آمار، ضریب تعیین (به انگلیسی: Coefficient of Determination) که آن را با {\displaystyle R^{2}} یا {\displaystyle r^{2}} نمایش داده و به صورت «مربع آر» یا «آر دو» خوانده می‌شود، نسبتی از واریانس برحسب متغیر وابسته است که از متغیر (های) مستقل قابل پیش‌بینی باشد.
این ضریب، آماره‌ای است که از آن در بحث مدل‌های آماری استفاده گشته، به گونه‌ای که هدف آن یا پیش‌بینی خروجی‌های آینده است یا آزمودن فرضیه براساس سایر اطلاعات مرتبط. این ضریب میزان تکرار خروجی‌های مشاهده شده توسط مدل را برحسب نسبتی از واریانس کل خروجی‌ها که توسط مدل توضیح داده شده، می‌سنجد.
تعاریف متعددی از {\displaystyle R^{2}} وجود دارد که تنها برخی مواقع با هم معادل اند. یک دسته از چنین مواردی شامل رگرسیون خطی ساده است که در آن به جای {\displaystyle R^{2}} از {\displaystyle r^{2}} استفاده شده‌است. هنگامی که عرض از مبدأ (اینترسپت) لحاظ شود، {\displaystyle r^{2}} صرفاً مربع ضریب همبستگی (یعنی {\displaystyle r}) بین خروجی‌های مشاهده شده و مقادیر پیش‌بینی کننده مشاهده شدهٔ نمونه خواهد بود. اگر رگرسورهای اضافه لحاظ شوند، {\displaystyle R^{2}} مربع ضریب همبستگی چندگانه خواهد بود. در هر دو مورد مذکور، ضریب تعیین معمولاً بین ۰ تا ۱ قرار خواهد گرفت.
مواردی وجود دارند که تعریف محاسباتی {\displaystyle R^{2}}، بسته به تعریف استفاده شده قادر به تولید مقادیر منفی است. چنین مواردی هنگامی پدیدار می‌گردند که پیش‌بینی‌های مورد مقایسه با خروجی‌های متناظر، از فرایند برازش مدل حاصل از آن داده‌ها مشتق نشده باشند. حتی اگر فرایند برازش مدلی به کار رفته باشد، باز هم {\displaystyle R^{2}} ممکن است منفی شود، به عنوان مثال، هنگامی که رگرسیون خطی بدون درنظر گرفتن عرض از مبدأ (اینترسپت) بدست آمده باشد، یا هنگامی که جهت برازش با داده‌ها، از یک تابع غیر خطی استفاده شده باشد. براساس این محک خاص، در مواردی که مقادیر منفی بدست می‌آیند، میانگین داده‌ها در مقایسه با مقادیر برازش یافته تابع، برازش بهتری را برای خروجی‌ها ارائه می‌نمایند.
هنگام ارزیابی نیکویی برازش مقادیر شبیه‌سازی شده ({\displaystyle Y_{pred}}) در مقابل مقادیر اندازه‌گیری شده ({\displaystyle Y_{obs}})، مناسب نیست که چنین ارزیابی بر روی {\displaystyle R^{2}} از رگرسیون خطی بنا نهاده شود (یعنی {\displaystyle Y_{obs}=m.Y_{pred}+b}). ضریب {\displaystyle R^{2}}، درجه هرگونه همبستگی خطی بین {\displaystyle Y_{pred}} و {\displaystyle Y_{obs}} را می‌سنجد، درحالی که برای نیکویی برازش تنها یک همبستگی خطی در نظر گرفته می‌شود: {\displaystyle Y_{obs}=1.Y_{pred}+0} (یعنی خط 1:1).